# Piotr Celeban
Piotr Celeban, född 25 juni 1985 i Szczecin, är en polsk fotbollsspelare som spelar för Śląsk Wrocław och det polska fotbollslandslaget.

## Klubbar
- Pogoń Szczecin (2004–2007)
- Śląsk Wrocław (2006, lån)
- Korona Kielce (2007–2008)
- Śląsk Wrocław (2008–2012)
- FC Vaslui (2012–2014)
- Śląsk Wrocław (2014–)